# HTR1B
HTR1B (англ. 5-hydroxytryptamine receptor 1B) – білок, який кодується однойменним геном, розташованим у людей на короткому плечі 6-ї хромосоми. Довжина поліпептидного ланцюга білка становить 390 амінокислот, а молекулярна маса — 43 568.
| 10         |  | 20         |  | 30         |  | 40         |  | 50         |
| ---------- |  | ---------- |  | ---------- |  | ---------- |  | ---------- |
| MEEPGAQCAP |  | PPPAGSETWV |  | PQANLSSAPS |  | QNCSAKDYIY |  | QDSISLPWKV |
| LLVMLLALIT |  | LATTLSNAFV |  | IATVYRTRKL |  | HTPANYLIAS |  | LAVTDLLVSI |
| LVMPISTMYT |  | VTGRWTLGQV |  | VCDFWLSSDI |  | TCCTASILHL |  | CVIALDRYWA |
| ITDAVEYSAK |  | RTPKRAAVMI |  | ALVWVFSISI |  | SLPPFFWRQA |  | KAEEEVSECV |
| VNTDHILYTV |  | YSTVGAFYFP |  | TLLLIALYGR |  | IYVEARSRIL |  | KQTPNRTGKR |
| LTRAQLITDS |  | PGSTSSVTSI |  | NSRVPDVPSE |  | SGSPVYVNQV |  | KVRVSDALLE |
| KKKLMAARER |  | KATKTLGIIL |  | GAFIVCWLPF |  | FIISLVMPIC |  | KDACWFHLAI |
| FDFFTWLGYL |  | NSLINPIIYT |  | MSNEDFKQAF |  | HKLIRFKCTS |  |            |

A: Аланін

C: Цистеїн

D: Аспарагінова кислота

E: Глутамінова кислота

F: Фенілаланін

G: Гліцин

H: Гістидин

I: Ізолейцин

K: Лізин

L: Лейцин

M: Метіонін

N: Аспарагін

P: Пролін

Q: Глутамін

R: Аргінін

S: Серин

T: Треонін

V: Валін

W: Триптофан

Кодований геном білок за функціями належить до рецепторів, g-білокспряжених рецепторів, білків внутрішньоклітинного сигналінгу, фосфопротеїнів. 
Локалізований у клітинній мембрані, мембрані.